# 萩原 (地本問屋)
萩原（はぎわら、生没年不詳）とは江戸時代の江戸にあった地本問屋である。

## 来歴
江戸において文化年間に地本問屋を営業している。歌川豊国、歌川国貞の錦絵を出版している。

## 作品
- 歌川豊国 「あじさい」
- 歌川国貞 「新板錦絵当世美人合」 大判揃物 文化12年‐文化13年
- 歌川国貞 「三ヶ月お仙つぼね見世之図」 大判3枚続 文化末期